# Catoptria spatulelloides
Catoptria spatulelloides là một loài bướm đêm trong họ Crambidae.